# Saive
Saive is een dorp in de Belgische provincie Luik en een deelgemeente van de gemeente Blegny. Tot 1 januari 1977 was het een zelfstandige gemeente. In het zuiden van Saive ligt de wijk Parfondvaux.

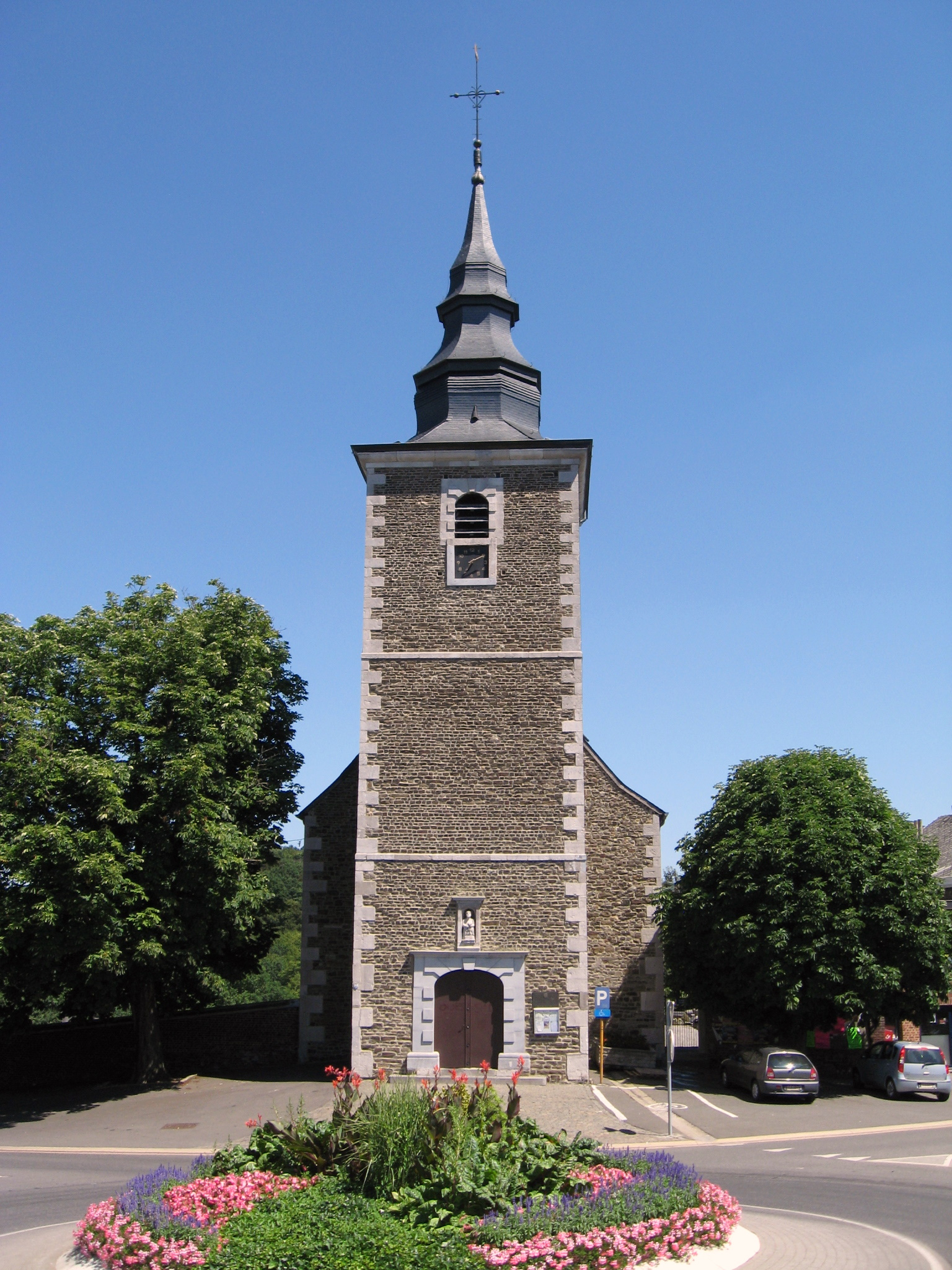
Centrum en Sint-Pieterskerk

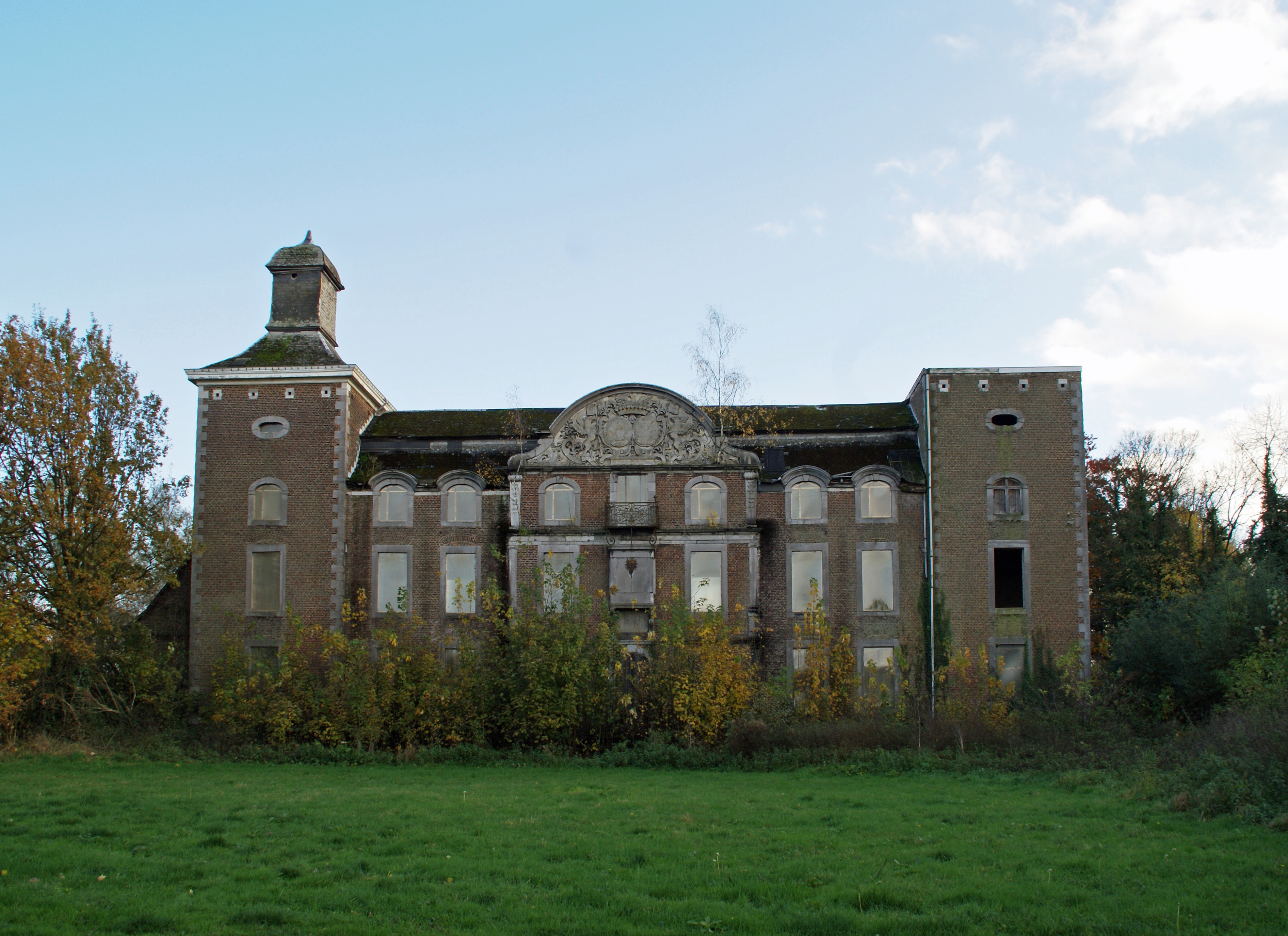
Kasteel van Méan

## Etymologie
De naam Saive is afgeleid van het Latijn silva, dat bos betekent. Saive werd voor het eerst schriftelijk vermeld in 1242.

## Geschiedenis
Vanouds behoorde Saive tot het Karolingische Domein van Jupille, en daarna werd het een allodiale heerlijkheid, onderdeel van het Prinsbisdom Luik.
Saive is het enige dorp van de gemeente Blegny dat bij het prinsbisdom Luik hoorde; de rest van de gemeente hoorde bij het graafschap Dalhem. Vanwege de strategische ligging aan de noordgrens van het Prinsbisdom, met het tot de invloedssfeer van het Hertogdom Brabant behorende Graafschap Dalhem, was het vaak een speelbal van rivaliserende groeperingen. Op het eind van het ancien régime werd Saive een gemeente. In 1822 werd de gemeente Parfondvaux opgeheven en aangehecht bij Saive.

## Demografische ontwikkeling
- Bronnen:NIS, Opm:1831 tot en met 1970=volkstellingen, 1976= inwnoneraantal op 31 december

## Bezienswaardigheden
- Kasteel van Bellaire-la-Motte
- Oud kasteel van Saive
- Kasteel van Méan
- Sint-Pieterskerk
- Grand Moulin
- Petit Moulin
- Moulin de Saivelette

## Economie
De streek rond Saive kende landbouw, veeteelt en van de 13e tot de 16e eeuw ook wijnbouw. Er waren twee watermolens, en ook de metaalbewerking, inclusief de wapenproductie, nam een belangrijke plaats in. In de eerste helft van de 16e eeuw begon men op kleine schaal steenkool te winnen. In het industriële tijdperk was de steenkoolwinning van groot belang. De Société anonyme des Charbonnages du Hasard had de concessie in handen. In de jaren '70 van de 20e eeuw verdween deze tak van nijverheid echter geheel.
De Société anonyme des Charbonnages du Hasard was hier actief, doch in de jaren '70 van de 20e eeuw kwam er een einde aan de steenkoolwinning.
In 1951 kwam de Kazerne van Haute-Saive gereed, doch deze was regelmatig ook buiten gebruik om in 2014 aan de gemeente Blegny te worden verkocht, teneinde te ontwikkelen tot een bedrijven- en activiteitenterrein.
De wekelijkse overdekte markt vindt plaats op zaterdag.

## Natuur en landschap
Saive ligt in de vallei van de Julienne, bij de samenloop met de Ruisseau d'Évegnée op een hoogte van ongeveer 100 meter. Saive ligt in het Land van Herve en dicht tegen de Luikse agglomeratie aan. In het noordoosten loopt de autoweg E40, die omstreeks 1971 gereed kwam.

## Nabijgelegen kernen
Barchon, Tignée, Évegnée, Queue-du-Bois, Bellaire, Wandre

## Geboren
- Joseph Borguet, wielrenner